# Allocosa mexicana
Allocosa mexicana là một loài nhện trong họ wolfspinnen (Lycosidae).
Loài này thuộc chi Allocosa. Allocosa mexicana được Richard C. Banks miêu tả năm 1898.